# Пикку-Мустасаари
Пикку-Мустасаари (фин. Pikku Mustasaari — «Малый Чёрный остров»), также Остер-Лилла-Сварто (швед. Lilla Östersvartö) — остров в Финском заливе. Входит в район Суоменлинна города Хельсинки. Соединён мостами с островами Исо-Мустасаари и Лянси-Мустасаари.

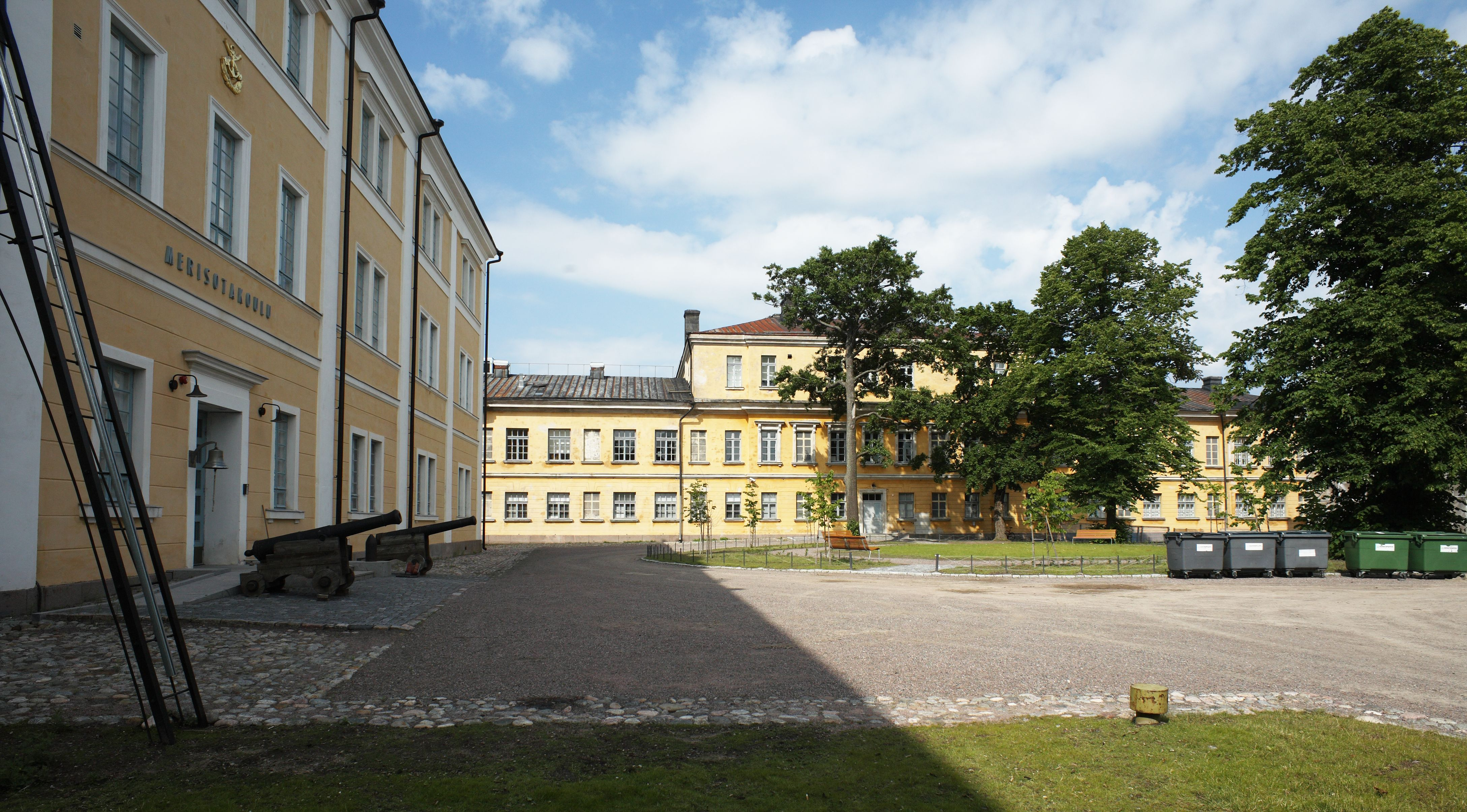
Военно-морская академия Финляндии на острове Пикку-Мустасаари

В 1751 году остров Пикку-Мустасаари был укреплён. Крепость Свеаборг («Шведская крепость») принадлежала сначала Швеции (1748—1808), затем Российской империи (1808—1918). 12 мая 1918 года, вскоре после провозглашения независимости Финляндии, на острове Кустаанмиекка над главным фортом впервые поднят флаг Финляндии в присутствии председателя сената Пера Эвинда Свинхувуда, а на следующий день крепость указом сената переименована в Суоменлинна (Suomenlinna — «Финская крепость»). С 1991 года крепость Суоменлинна входит в объекты культурного наследия ЮНЕСКО. В казармах на острове Пикку-Мустасаари расположена Военно-морская академия Финляндии.